# Johan Bernhard von Borck
Johan Bernhard von Borck, född 17 juli 1821 i Karlskrona, död 12 april 1855 i Lund, var en svensk kemist.
Johan Bernhard von Borck var son till premiärlöjtnanten vid flottan Johan August von Borck. Han blev student vid Lunds universitet 1839, filosofie kandidat 1843, filosofie magister 1844 och docent i kemi vid Lunds universitet 1848. 1851 blev Johan Bernhard von Borck tillförordnad laborator och efterträdde 1851 Carl Fredrik Fagerström som adjunkt i kemi och mineralogi vid Lunds universitet. Hans docentavhandling innehöll en undersökning av kinesisk, vegetabilisk talg, framställd ur frukten av talgträdet, men därutöver sysslade von Borck med parfymframställning och ägde även en butik för försäljning av parfym. Han upptog även studiet av Volframs halogenföreningar, troligen på initiativ av Nils Johan Berlin, och var den förste som påvisade 5-värdig valens hos denna metall i en bromförening. Borck avled ogift 33 år gammal på höjden av sin kemistbana.